# Major Crimes
Major Crimes és una sèrie de televisió estatunidenca, protagonitzada per l'actriu Mary McDonnell en el paper de capitana del departament de policia de Los Angeles Sharon Raydor, que va emetre's entre el 13 d'agost de 2012 i el 9 de gener de 2018. La sèrie és un  spin-off de la producció The Closer, amb la qual comparteix molta part de l'elenc. La sèrie es va estrenar arran de la finalització de The Closer, en abandonar Kyra Sedgwick, protagonista de la ficció mare, el paper de la sotscap Brenda Leigh Johnson. Sharon Raydor, que va aparèixer de manera episòdica durant les temporades cinc i sis de The Closer, i com a personatge fix en la setena i última temporada de The Closer, es converteix en la protagonista principal de Major Crimes.
La sèrie, que consta de 6 temporades i 105 capítols, es va emetre, com la seva predecessora, en el canal nord-americà TNT. A Catalunya va arribar de la mà del canal de pagament TNT España, la versió local del canal per a l'estat espanyol, el 20 de setembre de 2012 posteriorment es va començar a emetre en obert al canal Divinity del grup Mediaset el 14 de gener de 2016. De moment, no ha estat doblada al català.

## Argument
L'inici de la sèrie està estratement lligat al final de The Closer. A l'últim capítol d'aquesta sèrie, la sotscap Brenda Leigh Johnson del Departament de Policia de Los Angeles abandona el cos. Major Crimes, comença just després d'aquesta partida, moment en què la capitana Sharon Raydor, ocupa l'antic lloc de la sotscap Johnson com a nova cap del departament de Grans Crims. La capitana haurà de guanyar-se el respecte i lleialtat dels diferents oficials de la divisió, que encara estan en xoc després de la marxa de la seva antiga cap, al mateix temps que tracta de tancar el major nombre de casos.
L'equip de la capitana Sharon Raydor està compost pels tinents Louie Provenza, Andy Flynn i Michael Tao; els detectius Julio Sánchez i Amy Sykes, una jove i ambiciosa detectiu que acaba d'unir-se al cos de policia; en Buzz Watson, encarregat de les qüestions informàtiques i de filmar les actuacions de l'equip i el doctor Morales, el forense del departament.
Completen la llista de persontages en Russell Taylor, cap adjunt d'operacions del departament de policia de Los Angeles i en Rusty Beck, el testimoni clau contra el judici de Phillip Stroh, un noi de 16 anys a qui la Sharon decideix acollir a casa seva i a qui paga l'escolarització al mateix institut catòlic on van anar els seus fills. A partir de la segona temporada, s'incorpora a la sèrie la fiscal Emma Ríos, encarregada del judici contra en Phillip Stroh.

## Episodis
Major Crimes va finalitzar definitivament el 9 de gener de 2018, amb 6 temporades i un total de 105 capítols.
| Nº de temporada | Nº de temporada | Nº d'episodis | Data d'estrena       | Data d'estrena       |
| Nº de temporada | Nº de temporada | Nº d'episodis | Primer capítol       | Últim capítol        |
| --------------- | --------------- | ------------- | -------------------- | -------------------- |
|                 | 1               | 10            | 13 d'agost de 2012   | 15 d'octubre de 2012 |
|                 | 2               | 19            | 10 de juny de 2013   | 13 de gener de 2014  |
|                 | 3               | 19            | 9 de juny de 2014    | 12 de gener de 2015  |
|                 | 4               | 23            | 8 de juny de 2015    | 14 de març de 2016   |
|                 | 5               | 21            | 13 de juny de 2016   | 12 d'abril de 2017   |
|                 | 6               | 13            | 31 d'octubre de 2017 | 9 de gener de 2018   |

## Personatges
La sèrie Major Crimes es caracteritza per tenir un repartiment coral, és a dir, la majoria d'actors principals tenen assignada una importància més o menys semblant dins la producció.
| Personatge           | Actor/actriu          | Nº de temporada | Nº de temporada | Nº de temporada | Nº de temporada | Nº de temporada | Nº de temporada |
| Personatge           | Actor/actriu          | 1               | 2               | 3               | 4               | 5               | 6               |
| -------------------- | --------------------- | --------------- | --------------- | --------------- | --------------- | --------------- | --------------- |
| Sharon Raydor        | Mary McDonnell        | Principal       | Principal       | Principal       | Principal       | Principal       | Principal       |
| Louie Provenza       | G. W. Bailey          | Principal       | Principal       | Principal       | Principal       | Principal       | Principal       |
| Andy Flynn           | Tony Denison          | Principal       | Principal       | Principal       | Principal       | Principal       | Principal       |
| Michael Tao          | Michael Paul Chan     | Principal       | Principal       | Principal       | Principal       | Principal       | Principal       |
| Julio Sánchez        | Raymond Cruz          | Principal       | Principal       | Principal       | Principal       | Principal       | Principal       |
| Amy Sykes            | Kearran Giovanni      | Principal       | Principal       | Principal       | Principal       | Principal       | Principal       |
| Buzz Watson          | Phillip P. Keene      | Principal       | Principal       | Principal       | Principal       | Principal       | Principal       |
| Rusty Beck           | Graham Patrick Martin | Principal       | Principal       | Principal       | Principal       | Principal       | Principal       |
| Dr. Fernando Morales | Jonathan Del Arco     | Recurrent       | Principal       | Principal       | Principal       | Principal       | Principal       |
| Russell Taylor       | Robert Gossett        | Recurrent       | Principal       | Principal       | Principal       | Principal       |                 |
| Fritz Howard         | Jon Tenney            | Recurrent       | Recurrent       | Principal       | Principal       | Principal       | Principal       |
| Leo Mason            | Leonard Roberts       |                 | Recurrent       | Principal       |                 |                 |                 |
| Wes Nolan            | Daniel Di Tomasso     |                 | Recurrent       | Principal       |                 |                 |                 |
| Camila Paige         | Jessica Meraz         |                 | Principal       |                 |                 |                 |                 |
| Andrea Hobbs         | Kathe Mazur           | Recurrent       | Recurrent       | Recurrent       | Recurrent       | Recurrent       | Recurrent       |
| Kendall              | Ransford Doherty      | Recurrent       | Recurrent       | Recurrent       | Recurrent       | Recurrent       | Recurrent       |
| Dr. Joe Bowman       | Bill Brochtrup        |                 | Recurrent       | Recurrent       | Recurrent       | Recurrent       | Recurrent       |
| Emma Rios            | Nadine Velazquez      |                 | Recurrent       | Recurrent       |                 |                 |                 |
| Chuck Cooper         | Malcolm-Jamal Warner  |                 | Recurrent       | Recurrent       | Recurrent       | Recurrent       |                 |
| Sharon Beck          | Ever Carradine        |                 | Recurrent       | Recurrent       | Recurrent       | Recurrent       |                 |
| Gustavo Wallace      | Rene Rosado           |                 | Recurrent       | Recurrent       | Recurrent       |                 |                 |
| Winnie Davis         | Camryn Manheim        |                 | Recurrent       | Recurrent       |                 |                 |                 |
| Jazzma Fey           | Amirah Vann           |                 | Recurrent       |                 |                 |                 |                 |

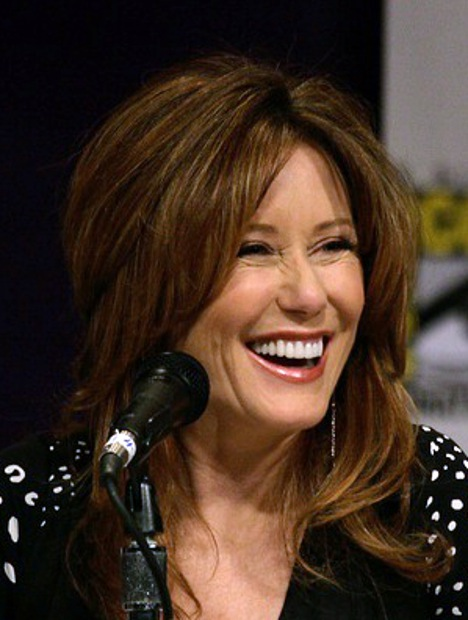
Sharon Raydor
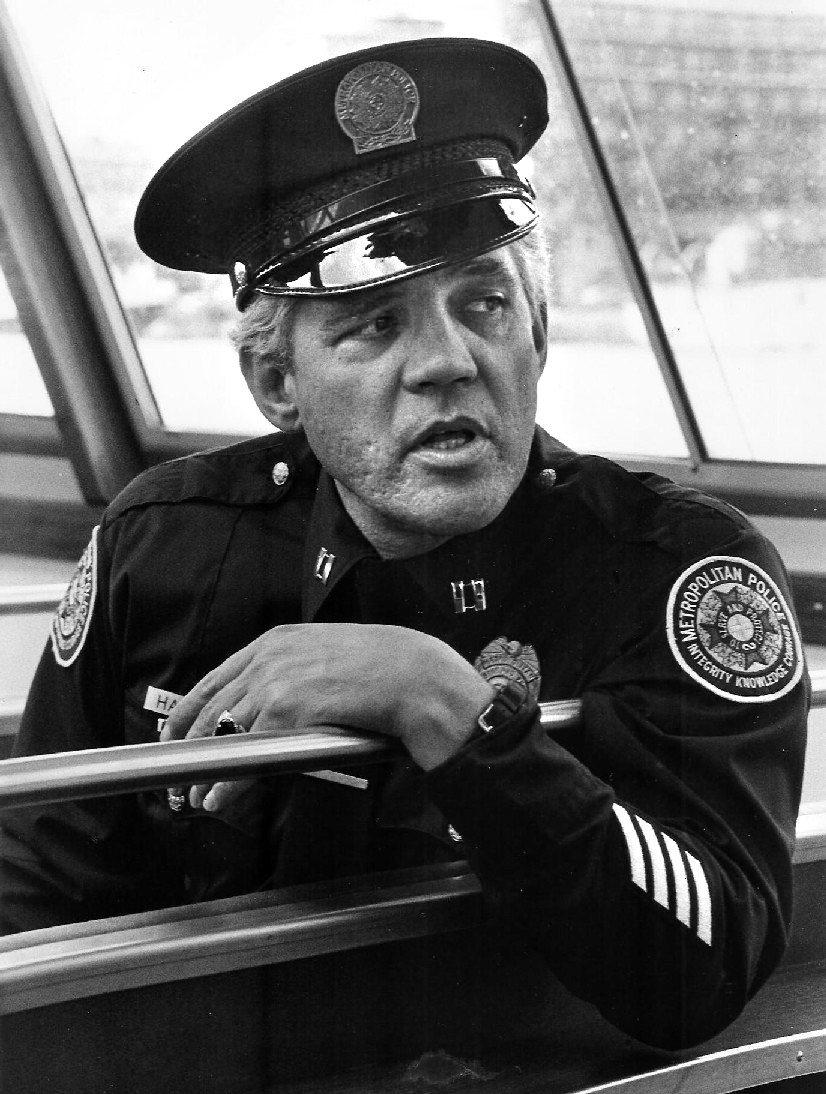
Louie Provenza
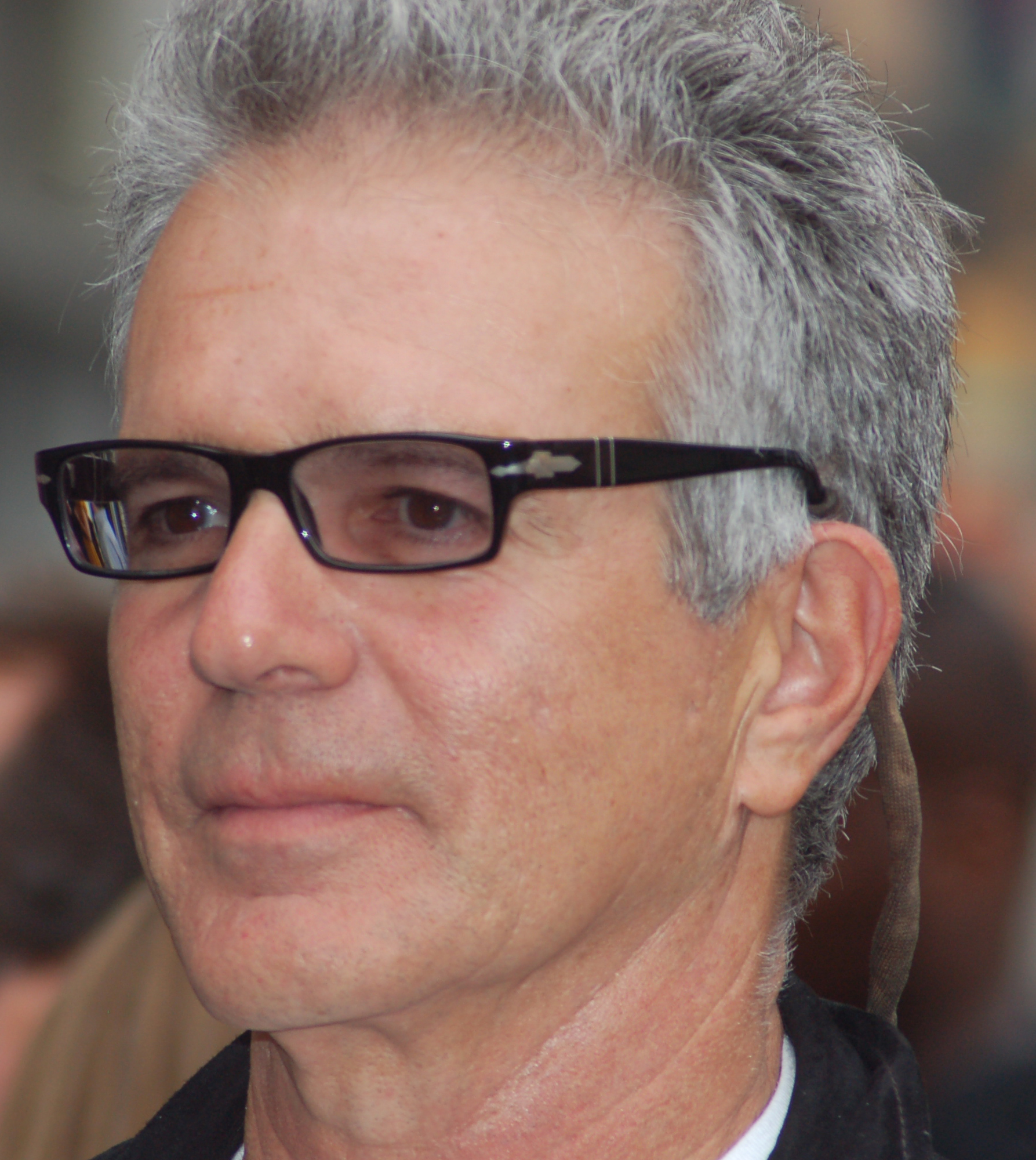
Andy Flynn
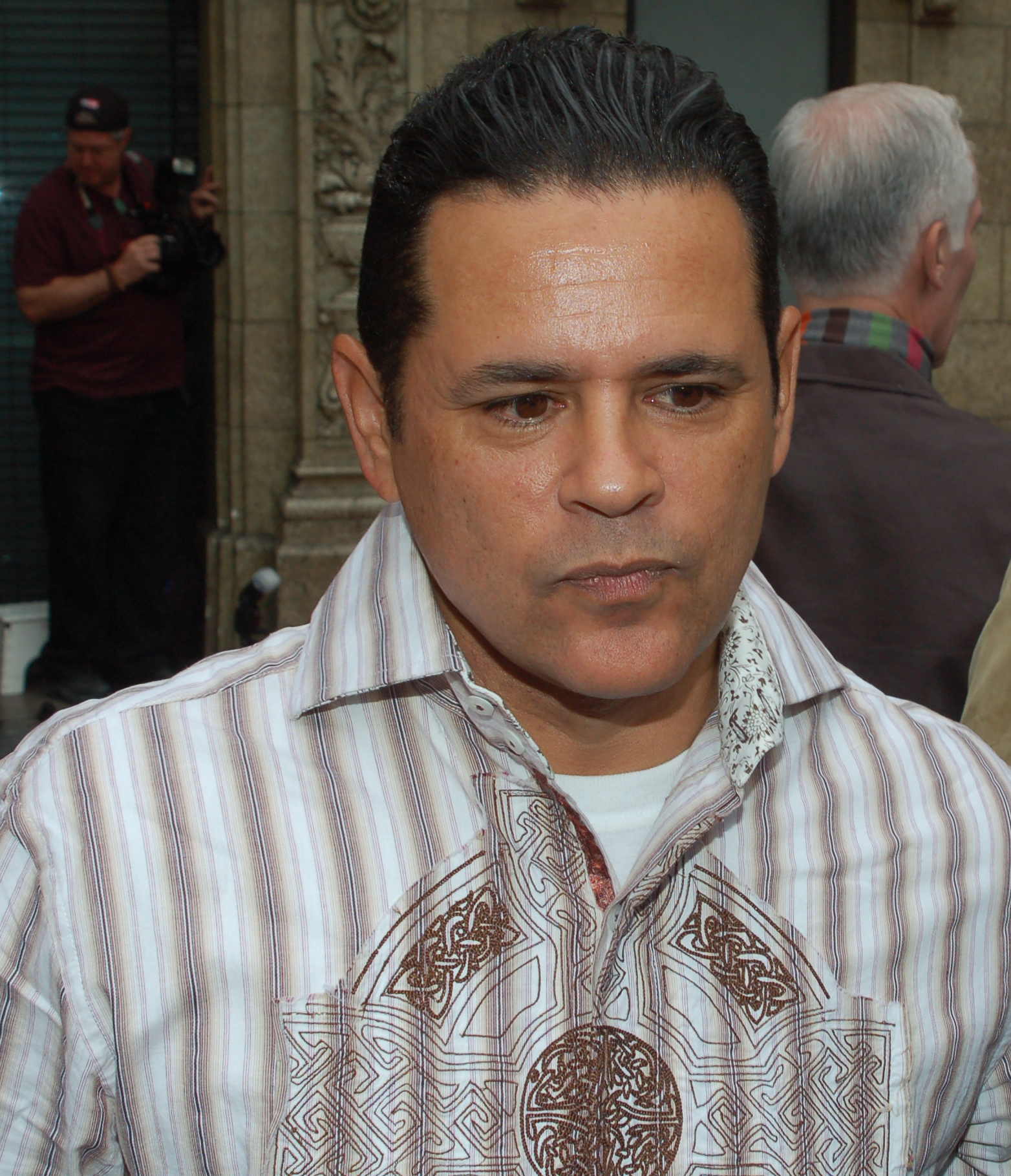
Julio Sánchez
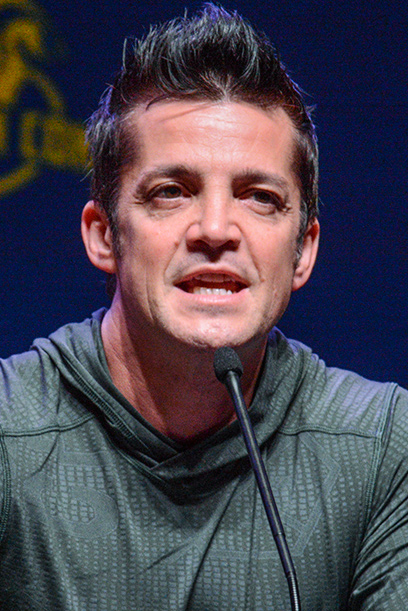
Dr. Fernando Morales
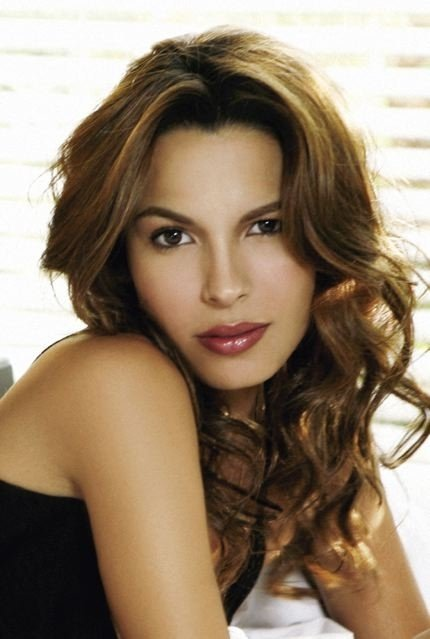
Emma Ríos
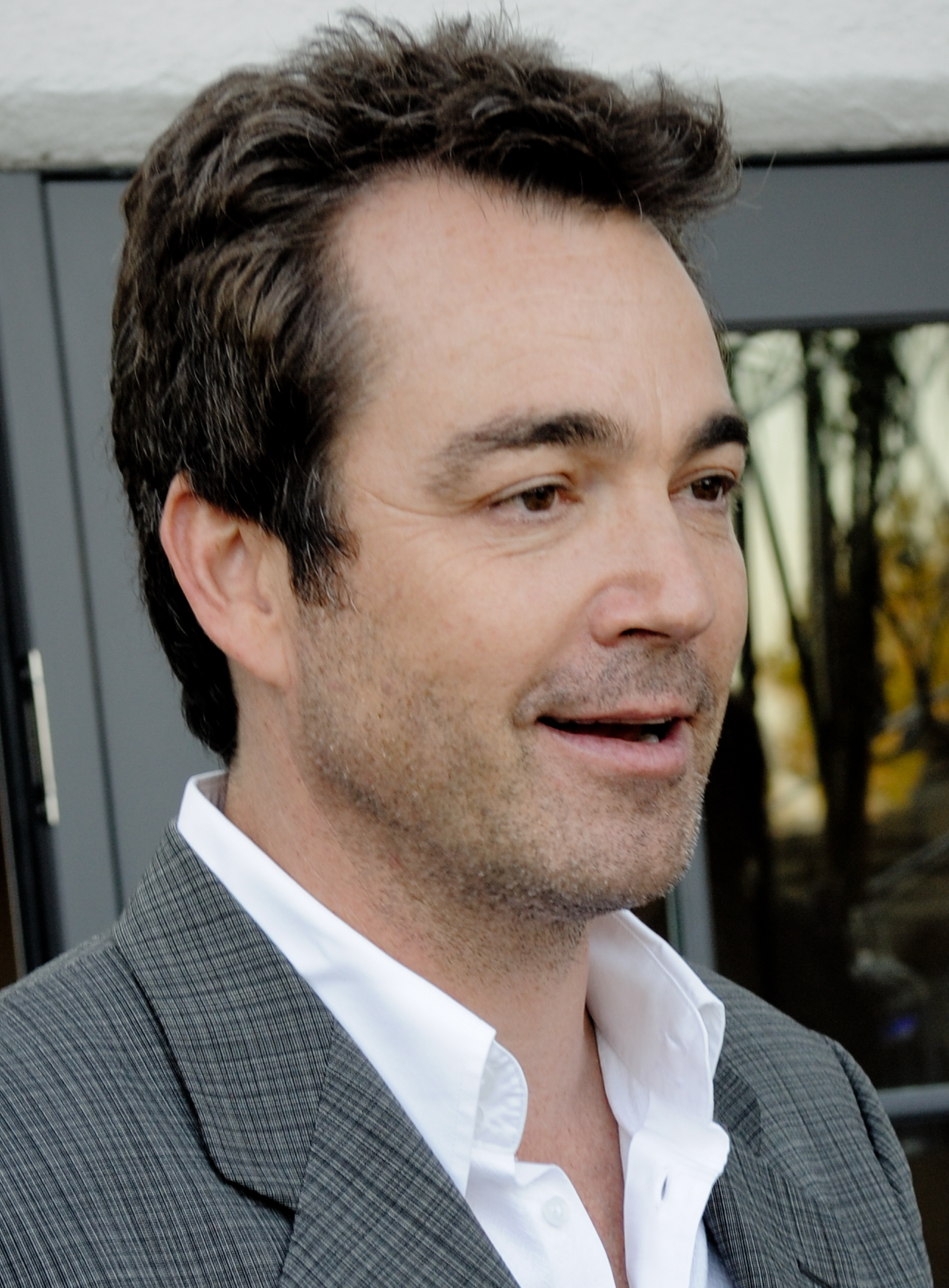
Fritz Howard

### Principals
- Sharon Raydor (Mary McDonnell): és la capitana de la divisió de Grans Crims del departament de policia de Los Angeles. Assumeix la seva posició actual al marxar la sotscap Brenda Johnson per ser cap de l'oficina de fiscals del comtat de Los Angeles; prèviament, la Sharon havia estat una oficial d'assumptes interns. La Sharon és una dona de mitjana edat, calmada i reflexiva i per a qui és molt important seguir les normes i treballar en equip. Va estar casada amb un advocat, en Jack, amb qui comparteix dos fills adults: en Richard i l'Emily. Al començament de la sèrie, porten molts anys separats perquè en Jack va marxar a Las Vegas a jugar. És la tutora legal d'en Rusty Beck, un jove de 16 anys principal testimoni del cas contra l'assassí Phillip Stroh. Al llarg de la sèrie, la capitana desenvolupa una relació sentimental amb el seu company el tinent Andy Flynn.
- Louie Provenza (G. W. Bailey): és el segon a la llista de comandament després de la capitana Sharon Raydor. Al començament, no accepta a la capitana, ja que donava per fet que el lloc de cap de la divisió de Grans Crims seria per a ell degut a la seva antiguitat i experiència al cos de quasi 40 anys. El tinent Provenza ha estat casat 4 cops, i es menciona que té un fill i un net, malgrat que mai han aparegut a la sèrie. És el més gran de la divisió, i sovint és amenaçat amb forçar-lo a retirar-se, però ell diu que morirà al cos, perquè va arribar a un acord amb la seva primera ex-dona durant el divorci conforme compartiria la seva pensió un cop es jubilés i no vol donar-li aquest plaer. Sovint sembla cínic i mandrós, però té una gran experiència i sol adonar-se de petits detalls clau per al cas. El seu millor amic és el tinent Flynn.
- Andy Flynn (Anthony Denison): és tinent a la divisió de Grans Crims i el millor amic del tinent Provenza. Flirteja amb la capitana Raydor durant les primeres temporades, tenint cites sovint (tot i que ells ho neguen i diuen que només són amics). Finalment, en Flynn demana a la capitana una cita de veritat i comencen a sortir oficialment. N'informen al cap adjunt d'operacions Taylor, malgrat que matisen que ho estan fent a la "vella escola". La relació causa una certa tensió a en Rusty, però finalment acaba acceptant el nou rol del tinent a la seva vida. A la quarta temporada pateix problemes de salut arran d'un coàgul sanguini causat durant un arrest. El doctor ordena vigilància 24/7 i ell es muda amb la Sharon y en Rusty. Afortunadament, el tinent recupera la salut després d'una complicada operació.
- Michael Tao (Michael Paul Chan): és tinent a la divisió de Grans Crims i especialista en tota mena de tecnologies, ordinadors i aparells electrònics. Intel·ligent i molt educat, va ser membre de la policia científica abans d'incorporar-se a Grans Crims. En Tao, d'ascendènia xinesa, està casat amb una noia americana-japonesa i té tres fills. Diu que parla una mica de japonès, però no sap llegir ni escriure el xinès. En Tao és una persona calmada i tranquil·la i li encanta menjar dolços i xocolatines mentre treballa.
- Julio Sánchez (Raymond Cruz): és detectiu de la divisió de Grans Crims. Fluid en castellà i anglès és especialista en temes relacionats amb bandes. Abans d'incorporar-se a la unitat de Grans Crims havia estat membre de la unitat de bandes de la policia de Los Angeles. Es caracteritza per tenir mal geni i perdre els nervis amb facilitat. Sovint crida als sospitosos durant els interrogatoris i els amenaça. També pot ser força vulgar i masclista. El detectiu Sánchez és vidu i en força ocasions se'l veu lligant amb joves detectius, però porta l'aliança durant anys després de la mort de la seva dona. Té un germà mort i un altre a la presó després que aquest s'involucrés en temes relacionats amb bandes.
- Amy Sykes (Kearran Giovanni): és la membre més recent de la divisió de Grans Crims on ostenta el rang de detectiu. Sykes és una veterana militar que va servir a Afghanistan abans d'unir-se al cos de policia de Los Angeles. És una noia jove i ambiciosa.
- Buzz Watson (Phillip P. Keene): és l'únic membre de la divisió que, malgrat estar contractat per la policia de Los Angeles, no és membre del cos, sinó que és un civil. Treballa com a coordinador proporcionant suport tècnic al departament de Grans Crims. Les seves tasques inclouen gravar tot el que fan els seus companys durant l'exploració de l'escena del crim així com encarregar-se del suport tècnic d'àudio i vídeo de la sala d'interrogatoris. Posteriorment, durant la temporada 4, comença a entrenar-se per a convertir-se en oficial de reserva. Malgrat obtenir la plaça, en Buzz continua fent les seves tasques de coordinador.
- Rusty Beck (Graham Patrick Martin): és un noi de 16 anys, fill de pares adolescents. Vivia amb la seva mare a Los Angeles i mai va conèixer el seu pare. Quan tenia 15 anys, la seva mare el va portar al zoo, el va abandonar allà i va marxar de Los Angeles amb el seu xicot. Aleshores, en Rusty es va quedar sense casa i va començar a prostituir-se als carrers de Hollywood per a sobreviure. Mentre treballava, és testimoni d'un assassinat i es converteix en el testimoni principal del judici contra en Phillip Stroh. Com que és menor d'edat i no té família, la Sharon decideix acollir-lo a casa seva, perquè no hagi d'anar passant d'una casa d'acollida a una altra. Al principi, en Rusty desconfia d'ella, però amb el temps s'acaben fent molt propers i la Sharon acaba adoptant-lo legalment al complir ell els 18 anys. Tots els membres del departament cuiden d'ell.
- Fritz Howard (Jon Tenney): és un agent especial del FBI. Va entrenar-se a Quantico (àrea metropolitana de Washington) i posteriorment es va mudar a Los Angeles. És el marit de la Brenda Johnson. Extremadament intel·ligent i carismatic, en Fritz té molts contactes i sap com aconseguir qualsevol tipus d'informació per als seus casos. Pacient i tolerant, actua com a enllaç entre el FBI i la divisió de Grans Crims del departament de policia de Los Angeles. A la tercera temporada, en Russell Taylor li ofereix el lloc de sotscap adjunt d'operacions. En Fritz dubta, però després d'un cas molt complicat amb ostatges, decideix retirar-se de l'FBI i acceptar el lloc al departament de policia, al mateix temps, pateix un atac de cor degut a l'estrès.
- Russell Taylor (Robert Gosset): és el cap adjunt d'operacions del departament de policia de Los Angeles i el superior directe de la capitana Sharon Raydor. És una persona ambiciosa i té tendència a ser força condescendent. El cap Taylor és qui s'encarrega de controlar els diners que gasta el departament, i per això comença una nova política de fer tractes amb els delinqüents en comptes d'enviar-los a judici per estalviar diners a la policia. Tot i que sovint xoca amb la majoria de membres del equip, en alguns casos demostra ser un bon aliat i dona un gran suport a la capitana Raydor especialment en referència a la complicada situació d'en Rusty Beck. En general, és qui s'encarrega de les comunicacions amb la premsa en relació als casos amb més potencial mediàtic.
- Leo Mason (Leonard Roberts): és el substitut d'en Taylor com a cap adjunt d'operacions del departament de policia de Los Angeles.
- Wes Nolan (Daniel Di Tomasso): és un detectiu d'incògnit que treballa temporalment amb la unitat de Grans Crims.
- Camila Paige (Jessica Meraz): és una detectiva.

### Recurrents
- Dr. Fernando Morales (Jonathan Del Arco): és un metge forense del comtat de Los Angeles. Consulta al departament de Grans Crims en casos de mort sospitosa o desconeguda on ell és l'encarregat de determinar si la persona ha mort degut a causes naturals, per un suïcidi, per un homicidi o de manera accidental. També és el responsable de determinar la causa de la mort.
- Emma Ríos (Nadine Velazquez): és una jove i inexperta fiscal del comtat de Los Angeles. S'incorpora a la sèrie a partir de la segona temporada, preparant el cas contra en Phillip Stroh. Els membres de la divisió i molt especialment la Sharon, no la veuen amb bons ulls degut a l'actitud que mostra vers en Rusty a qui, a més de no tractar gaire bé, intenta que deixi d'estar sota la custòdia de la Sharon i entri al programa de testimonis protegits. És molt primmirada i es mostra que li fa fàstic la sang. A mesura que la sèrie avança, el seu caràcter es suavitza una mica i sembla que accepta que la Sharon tuteli en Rusty dient que intenta ser "menys molesta" per a ell.
- Chuck Cooper (Malcolm-Jamal Warner): és un tinent.
- Sharon Beck (Ever Carradine): és la mare biològica d'en Rusty.
- Dr. Joe Bowman (Bill Brochtrup): és el psiquiatra d'en Rusty a més d'actuar com a assessor ocasional de la unitat de Grans Crims.
- Gustavo Wallace (Rene Rosado): és la parella sentimental d'en Rusty.
- Winnie Davis (Camryn Manheim): és la directora adjunta d'operacions.
- Jazzma Fey (Amirah Vann): és una Agent Especial de l'FBI.
- Jackson Raydor (Tom Berenger): és un advocat d'èxit, i l'ex-marit de Sharon Raydor.
- Patrice Perry (Dawnn Lewis): és la parella de Louie Provenza i, posteriorment, la seva quarta muller.
- Phillip Stroh (Billy Burke): és un advocat i assassí en sèrie.

## Desenvolupament i producció
El 10 de desembre del 2010, la TNT va anunciar que la següent temporada de The Closer, la setena, l'emissió de la qual havia de començar la primavera de 2011, seria també l'última de la sèrie degut al desig de l'actriu Kyra Sedgwick d'abandonar el projecte.
El 30 de gener de 2011, els mitjans van anunciar que la temporada final de The Closer afegiria 6 capítols més als 15 habituals de la resta de temporades i que els sis capítols finals, serien creats de cara a un possible spin-off de la sèrie.
El 18 de maig de 2011, la TNT va anunciar finalment que havia estat aprovat l'spin-off de la sèrie The Closer, que seria Major Crimes. Aquesta sèrie derivada tindria com a protagonista a Mary McDonnell repetint el seu paper de Sharon Raydor i constaria de 10 episodis en la seva primera temporada. Finalment la primera temporada es va estrenar el 13 d'agost de 2012 als Estats Units i poques setmanes després, al setembre, a Espanya a través de TNT España.
El 27 de setembre de 2012, a punt de tancar la primera temporada de Major Crimes amb una audiència estimada de més de 7 milions d'espectadors, la TNT decideix renovar Major Crimes per a una segona temporada de 15 episodis. Posteriorment, a l'abril de 2013, la TNT anuncia que augmentarà el nombre de capítols de la segona temporada de 15 a 19. La segona temporada va estrenarse el 10 de juny de 2013 als Estats Units.
El 15 d'agost de 1013, s'anuncia que la sèrie es renovarà per a una tercera temporada de 15 episodis, que posteriorment també va ser engrandida a 19 episodis. La temporada es va estrenar el 9 de juny de 2014 als Estats Units. El 18 de juliol de 2014 la TNT va renovar Major Crimes per a una quarta temporada de 15 episodis, posteriorment augmentada a 23 episodis, sent la més llarga de totes. La temporada es va estrenar el 8 de juny de 2014 als Estats Units.
El 26 de novembre de 2016, mentre la quarta temporada encara s'estava emetent, es va anunciar que Major Crimes renovaria per a una cinquena temporada de 15 episodis. Com amb la resta de temporades, uns mesos després, la TNT va comunicar que havia encarregat més episodis per a la cinquena temporada de Major Crimes, en concret 6 episodis més, fent un total de 21 capítols. La temporada va ser estrenada el 13 de juny de 2016 als Estats Units.
A Espanya, els últims capítols d'aquesta cinquena temporada estant arribat amb canvis en els dobladors de tot l'elenc degut a la vaga d'actors de doblatge que afecta els estudis de Madrid al decidir la cadena traslladar el doblatge de la producció als estudis de València.
El 18 de gener de 2017, durant la pausa de meitat de temporada de la cinquena temporada, la cadena TNT va anunciar que renovaria Major Crimes per una sisena temporada amb una tirada de 13 episodis. Posteriorment es va anunciar que aquesta sisena temporada, que es va iniciar el 31 d'octubre de 2017, seria l'última de la sèrie. L'últim capítol d'aquesta temporada es va emetre el 9 de gener de 2018, finalitzant així la sèrie després de 105 capítols.

## Major Crimes al món
| País         | Canal d'estrena                              | Data d'estrena                        |
| ------------ | -------------------------------------------- | ------------------------------------- |
| Canadà       | En anglès: Super Channel En francès: Séries+ | 22 d'agost de 2012 30 de maig de 2013 |
| Espanya      | TNT España                                   | 20 de setembre de 2012                |
| Eslovènia    | POP TV                                       | 26 de febrer de 2013                  |
| Estònia      | Kanal 2                                      | 8 de març de 2013                     |
| Regne Unit   | Universal Channel                            | 18 de març de 2013                    |
| Austràlia    | Nine Network                                 | 20 de maig de 2013                    |
| Nova Zelanda | TV One                                       | 13 d'agost de 2013                    |
| Àustria      | ATV                                          | 12 de setembre de 2013                |
| Israel       | Yes Action                                   | 5 de desembre de 2013                 |
| Brasil       | SBT (Sistema Brasileiro de Televisão)        | 22 de desembre de 2013                |
| Finlàndia    | MTV3                                         | 1 de gener de 2014                    |
| Alemanya     | VOX (Canal de televisió)                     | 22 de gener de 2014                   |
| Japó         | Dlife                                        | 14 de juny de 2014                    |
| Bèlgica      | La Une                                       | 3 de juliol de 2014                   |
| Noruega      | TNT Skandinavia                              | 12 de novembre de 2014                |
| Suïssa       | RTS Un                                       | 27 d'abril de 2015                    |
| França       | France 2                                     | 4 de maig de 2015                     |

## Recepció i crítiques
Major Crimes va rebre una puntuació de 65 sobre 100 a Metacritic basat en 17 crítiques, el que implica crítiques "generalment favorables". Verne Gay, del diari nord-americà Newsday, va donar a la sèrie una B+, qualificant-la de: "bruscament escrita, actuada i dirigida" i afegint "els productors ara han de convertir una antagonista (ocasional) en una protagonista a temps complet. Deixem que comenci la metamorfosi". En Robert Llloyd de Los Angeles Times, va dir de la sèrie que era "un bon balanç entre allò tràgic i allò còmic", citant l'actuació de Mary McDonnell com a "modulada i freda, però amb una intensitat impressionant".
El reporter Ken Tucker, del Entertainment Weekly va manifestar que creia que hi havia "distincions fonamentals" entre el The Closer de Brenda Leigh Johnson i el Major Crimes de Sharon Raydor que "fan les sèries molt diferents", afegint "sempre havia trobat que la serena seguretat de Raydor actuava com a pal·liatiu de la nerviosa excentricitat de la Brenda Johnson interpretada per Kyra Sedgwick". En Mike Hale, del The New York Times, va dir que pensava que la sèrie havia fet "el caràcter més obtus de l'antiga sèrie la figura central d'una nova sèrie", afegint "Major Crimes sembla una aguda còpia en blanc i negre de The Closer, però els fans de la franquícia probablement trobaran a faltar els color proporcionat per la viva actuació de  Sedgwick".
El primer episodi, ajudat per l'últim episodi de The Closer (es van emetre un immediatament després de l'altre), va tenir 9 milions i mig d'espectadors, i va ser l'estrena amb una major audiència en un canal de pagament. Les audiències de la seva primera temporada van ser les més altes per a cap producte mai emès a través de la televisió per cable.